# Иванов, Алексей Андреевич
Алексей Андреевич Иванов (26 марта 1923, Дно — 17 апреля 1994) — командир орудия 814-го артиллерийского полка 274-й стрелковой дивизии младший сержант — на момент представления к награждению орденом Славы 1-й степени.

## Биография
Родился 26 марта 1923 года в посёлке Дно, с 1925 года город, в Псковской области. В 1939 году окончил школу фабрично-заводского обучения. Работал слесарем в паровозном депо станции Дно Октябрьской железной дороги.
В марте 1942 года был призван в Красную Армию. На фронте с июня того же года. Воевал в 814-м артиллерийском полку 274-й стрелковой дивизии наводчиком, затем командиром расчета. Осенью 1942 года за мужество, проявленное в боях при прорыве обороны противника под городом Калининым, награжден медалью «За боевые заслуги». В боях за освобождение города Ржева награждён медалью «За отвагу».
21 апреля 1944 года в бою близ населенного пункта Утыры расчет, наводчиком в котором был младший сержант Иванов, поддерживая огнём разведывательную группу, поразил вражеский пулемет и до 10 противников.
29 июля при форсировании реки Висла у населенного пункта Гняздкув уничтожил из орудия свыше 10 вражеских солдат. Был ранен, но поля боя не покинул. Приказом от 10 августа 1944 года младший сержант Иванов Алексей Андреевич награждён орденом Славы 3-й степени.
4 февраля 1945 года при подходе к реке Одер младший сержант Иванов выкатил орудие на прямую наводку и, стреляя в упор, подбил 4 танка и 6 автомашин. Приказом от 10 марта 1945 года младший сержант Иванов Алексей Андреевич награждён орденом Славы 2-й степени.
При прорыве обороны противника на реке Одер у населенного пункта Арейсдорф в числе первых переправил орудие на левый берег реки, где уничтожил свыше 15 противников и 2 пулемета.
Указом Президиума Верховного Совета СССР от 15 мая 1946 года за образцовое выполнение заданий командования в боях с немецко-вражескими захватчиками младший сержант Иванов Алексей Андреевич награждён орденом Славы 1-й степени. Стал полным кавалером ордена Славы.
В 1945 году был демобилизован. Вернулся на родину. Жил в городе Дно. До выхода на пенсию работал в локомотивном депо станции Дно Октябрьской железной дороги. Скончался 17 апреля 1994 года.
Награждён орденом Отечественной войны 1-й степени, Славы 3-х степеней, медалями, в том числе «За отвагу».